# 논농업 직불제
논농업 직불제는 논농사를 짓는 사람에게 ha당 일정액을 정부가 보조금을 지원하는 제도를 말한다. 쌀 직접지불제라고도 한다.
홍수조절, 환경보전 등의 공익적 기능에 대한 보상 차원에서 지원되는 것인데, 약정수매(쌀을 수매해 가격을 지지함)가 아닌 농가에 직접 얼마씩을 지원한다. 세계무역기구(WTO) 체제 하에서 약정수매가 금지되어 대한민국에는 2001년부터 도입되었다.
3년 동안 논농업으로 이용되었던 논은 보조금을 지급받을 수 있지만 친환경농업직불제 대상논이나 논을 유지하지 못하는 경우에는 지급대상에서 제외된다.
2002년, 농가당 2ha 범위 내에서 농업진흥지역(논농사만 지을 수 있는 지역)은 50만원, 그 외의 지역은 40만원이 지원되었다. 지원받기 위해서는 신청서를 작성하여 마을대표에게 제출해야하고, 마을 대표는 거주지의 읍, 면사무소에 제출한다. 시장, 군수가 지급대상자를 선정하고 지급요건을 부과하고 이행여부를 점검하여 성실히 이행한 지급대상자에게 지급한다. 논바닥을 평탄하게 유지하고, 논둑과 용배수로를 설치하는 등의 논의 형상과 공익적 기능의 유지, 친환경적 영농에 따른 비료농약의 적정량사용이 지급 요건이다. 지급요건의 불이행시에는 경고, 감액지급의 제재가 1차로 가해지고, 2차 제재는 보조금 지급이 중단된다.
시행 후 보조금 지급에 있어서 실제 경작자가 아닌 경지 소유자에게 지불되는 경우가 문제로 제기되었는데, 이에 따른 제도 개선의 목소리가 높다.